# Wendy Fitzwilliam
Wendy Fitzwilliam (Diego Martin, 4 ottobre 1972) è una modella trinidadiana, eletta Miss Universo 1998.
Vincitrice del concorso Miss Universo Trinidad e Tobago, Wendy Fritzwilliam è la seconda donna di colore, nonché la seconda rappresentante di Trinidad e Tobago, ad aver vinto il titolo di Miss Universo, dopo la vittoria di Janelle Commissiong nel 1977.
Durante il suo anno di Miss Universo, Wendy Fitzwilliam ha ottenuto dalle nazioni Unite il titolo di ambasciatrice del Fondo delle Nazioni Unite per la Popolazione e di ambasciatrice del Programma delle Nazioni Unite per l'AIDS/HIV. Ha, poi, conseguito il titolo di avvocato all'Università delle Indie occidentali.
In seguito la Fitzwilliam ha registrato un demo di musica jazz, ed è spesso apparsa come giudice in vari concorsi di bellezza come Miss Guyana, Miss Trinidad e Tobago e lo stesso Miss Universo.